# 辛巴威議會
辛巴威議會（英語：Parliament of Zimbabwe）為辛巴威的兩院制立法機構，其中分成參議院以及眾議院，全部共有303名議員（210名眾議員和93名參議員），两院集中於哈拉雷議會大廈召開會議。其中辛巴威參議院其性質類似於上議院，原本從1980年一直持續運作到1989年，不過到了2005年時重新運作，而其93名議員分別來自於辛巴威各個省分以及地方代表、部落酋長與政府機關代表和辛巴威總統指派人員。而辛巴威眾議院則是於1980年成立，並且在1989年至2005年其間擔任辛巴威唯一的立法機構，其210名議員全部皆是由民眾直接選舉產生。

## 外部來源
- （英文） Parliament of Zimbabwe
- （英文） ZIMBABWE National Assembly （页面存档备份，存于）
- （英文） ZIMBABWE Senate （页面存档备份，存于）